# Saint-Martin-le-Mault
Saint-Martin-le-Mault település Franciaországban, Haute-Vienne megyében. Lakosainak száma 145 fő (2022. január 1.). Saint-Martin-le-Mault Bonneuil, Tilly, Jouac és Lussac-les-Églises községekkel határos.

## Népesség
A település népessége az elmúlt években az alábbi módon változott:
| Lakosok száma | 114  | 124  | 127  | 130  | 134  | 137  | 141  | 142  | 145  |
|               | 2013 | 2015 | 2016 | 2017 | 2018 | 2019 | 2020 | 2021 | 2022 |